# جامعة رامون لول
جامعة رامون لول (بالكتالونية: Universitat Ramon Llull)‏ هي جامعة خاصة تقع في مدينة برشلونة، كتالونيا ، إسبانيا. تأسست عام 1990. تتكون حاليًا من عدة كليات مختلفة متخصصة في مواضيع مختلفة، يقع معظمها في وسط مدينة برشلونة.

## التاريخ
تم تسمية الجامعة على اسم رامون لول، وهو كاتب وفيلسوف مشهور ولد في القرن الثالث عشر. تأسست الجامعة من قبل أربع مؤسسات تعليمية أضيفت إليها سبع مؤسسات أخرى في وقت لاحق. كل أحد عشر منهم هم:
- لا سال للهندسة والعمارة (1903).
- المعهد الكيميائي في لساريا (1905).
- مؤسسة بلانكيرنا (1948).
- كلية الفلسفة - تشمل الفلسفة والعلوم الإنسانية (1864).
- كلية الدراسات الاجتماعية بجامعة بيري تاريس (1998).
- معهد ابرو لبحوث المرصد (1904).
- مؤسسة فيدال باراكير - المعهد الجامعي للصحة العقلية (1964).
- معهد بورجا لأخلاقيات البيولوجيا (1974).
- المدرسة العليا للتصميم (1989).

## روابط خارجية
- الموقع الرسمي للجامعة

1. ↑   https://www.url.edu/ca/sala-de-premsa/dades-i-xifres/la-url-en-xifres. اطلع عليه بتاريخ 2021-03-31. {{استشهاد ويب}}: |url= بحاجة لعنوان (مساعدة) والوسيط |title= غير موجود أو فارغ (من ويكي بيانات) (مساعدة)
2. ↑   https://eua.eu/about/member-directory.html. اطلع عليه بتاريخ 2019-07-16. {{استشهاد ويب}}: |url= بحاجة لعنوان (مساعدة) والوسيط |title= غير موجود أو فارغ (من ويكي بيانات) (مساعدة)